# Dajkondi
Dajkondi (paszto/perski: دایکندی, wymawiany jako Daikondi, Dāykondī albo Daikundi) – jedna z 34 prowincji Afganistanu. Ustanowiona 28 marca 2004 w wyniku podziału prowincji Oruzgan. W 2021 roku prowincja liczyła prawie 526 tys. mieszkańców.
Odległość do stolicy kraju, Kabulu, wynosi 310 kilometrów, natomiast do stolicy prowincji Oruzgan, miasta Tarin Kowt – 160 km.
Stolica prowincji znajduje się w Nili. Daykundi jest głównym ośrodkiem hazarskim. W 7 spośród 8 powiatów prowincji większość ludności stanowią Hazarowie. Wyjątkiem na terenie prowincji jest Gizab zamieszkiwany przez większość pasztuńską. Teren prowincji jest widownią częstych starć na tle narodowościowym między obiema grupami (pasztuńską i hazarską). 

## Powiaty
Powiaty Dajkondi:

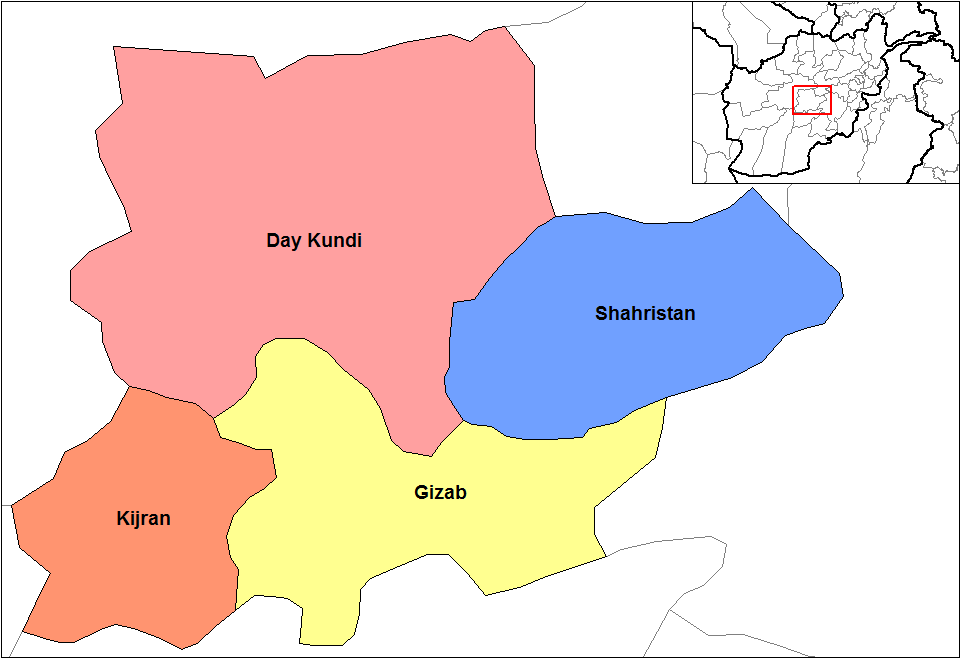
przed 2005 Powiaty prowincji Dajkondi

- Gizab (powrócił do Oruzgan w 2006 roku)
- Ashtarlai
- Kejran
- Khedir
- Kiti
- Miramor
- Nili
- Sangtakht
- Szahrestan